# Lactos
Lactos (Laktos) ist ein osttimoresischer Suco im Verwaltungsamt Fohorem (Gemeinde Cova Lima).

## Geographie

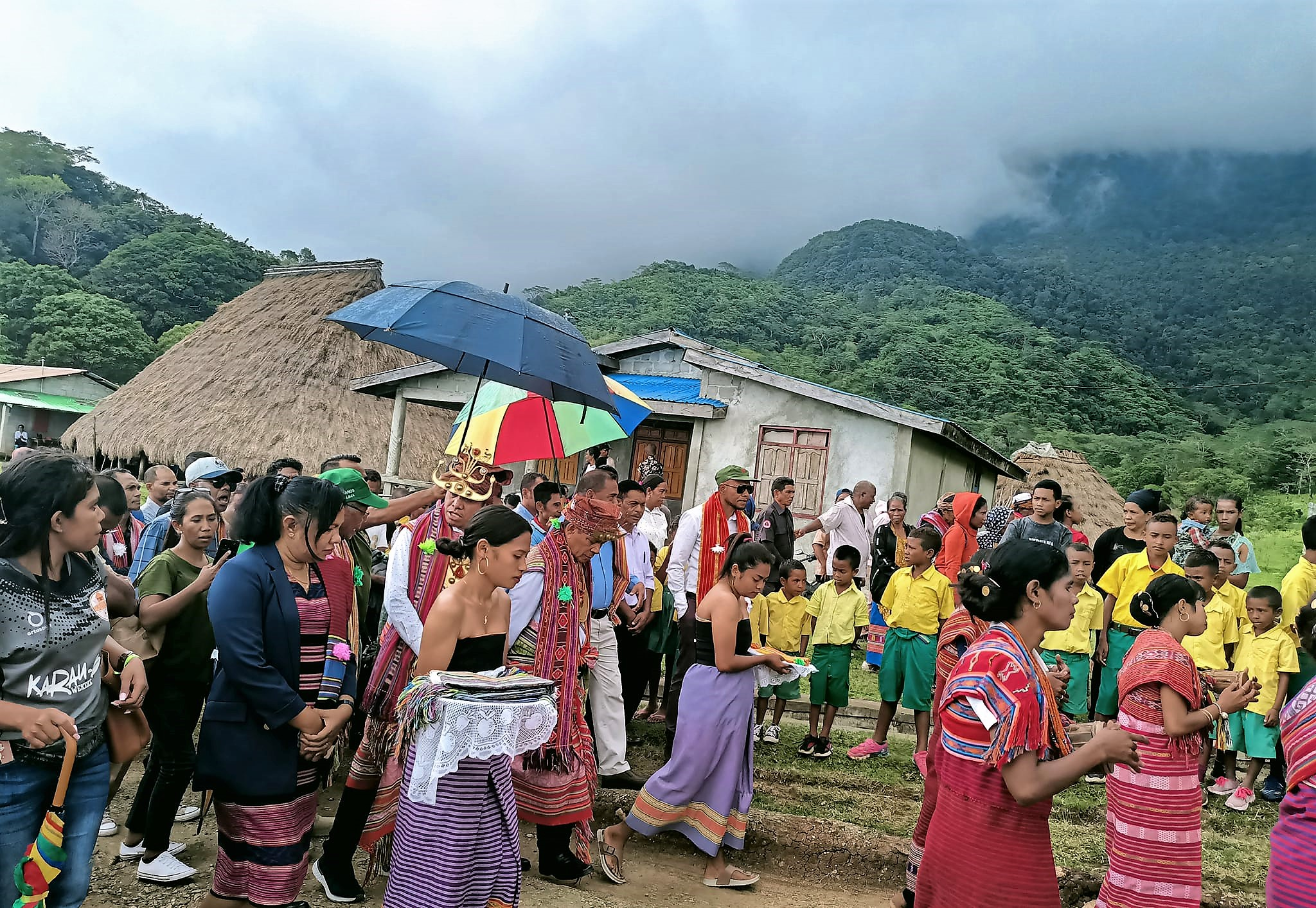
Feierlichkeiten in Lactos

Lactos hat eine Fläche von 17,11 km². Der Suco liegt im Westen des Verwaltungsamts Fohorem. Westlich liegt der ebenfalls zu Fohorem gehörende Suco Dato Rua, südlich Fohoren und östlich Dato Tolu. Im Norden grenzt Lactos an das Verwaltungsamt Fatululic mit seinem gleichnamigen Suco. Einziger nennenswerter Fluss ist der Nanamauk an der Südostgrenze zu Fohoren, ein Nebenfluss des Tafara.
Aus Fohoren kommend führt eine kleine Straße bis zum Ort Lactos im Zentrum des Sucos. An ihr liegen auch die beiden weiteren größeren Dörfer des Sucos, Fatuc Laran (Fatuk Claran) und Kiohor (Klohor). Fatuc Laran verfügt über eine medizinische Station und eine Grundschule, die Escola Primaria Fatuc Laran No.02 Lactos. Der Suco ist nur schlecht an die Außenwelt angebunden. Für die Parlamentswahlen in Osttimor 2007 mussten die Wahlurnen per Hubschrauber zum Wahllokal in der Grundschule gebracht und abgeholt werden.
Im Suco befinden sich die vier Aldeias Au-Lulic, Cacaut, Calobor und Fatuc Laran.

## Einwohner
In Lactos leben 982 Einwohner (2022), davon sind 492 Männer und 490 Frauen. Im Suco gibt es 288 Haushalte. Über 90 % der Einwohner geben Bunak als ihre Muttersprache an. Minderheiten sprechen Tetum Prasa oder Kemak.

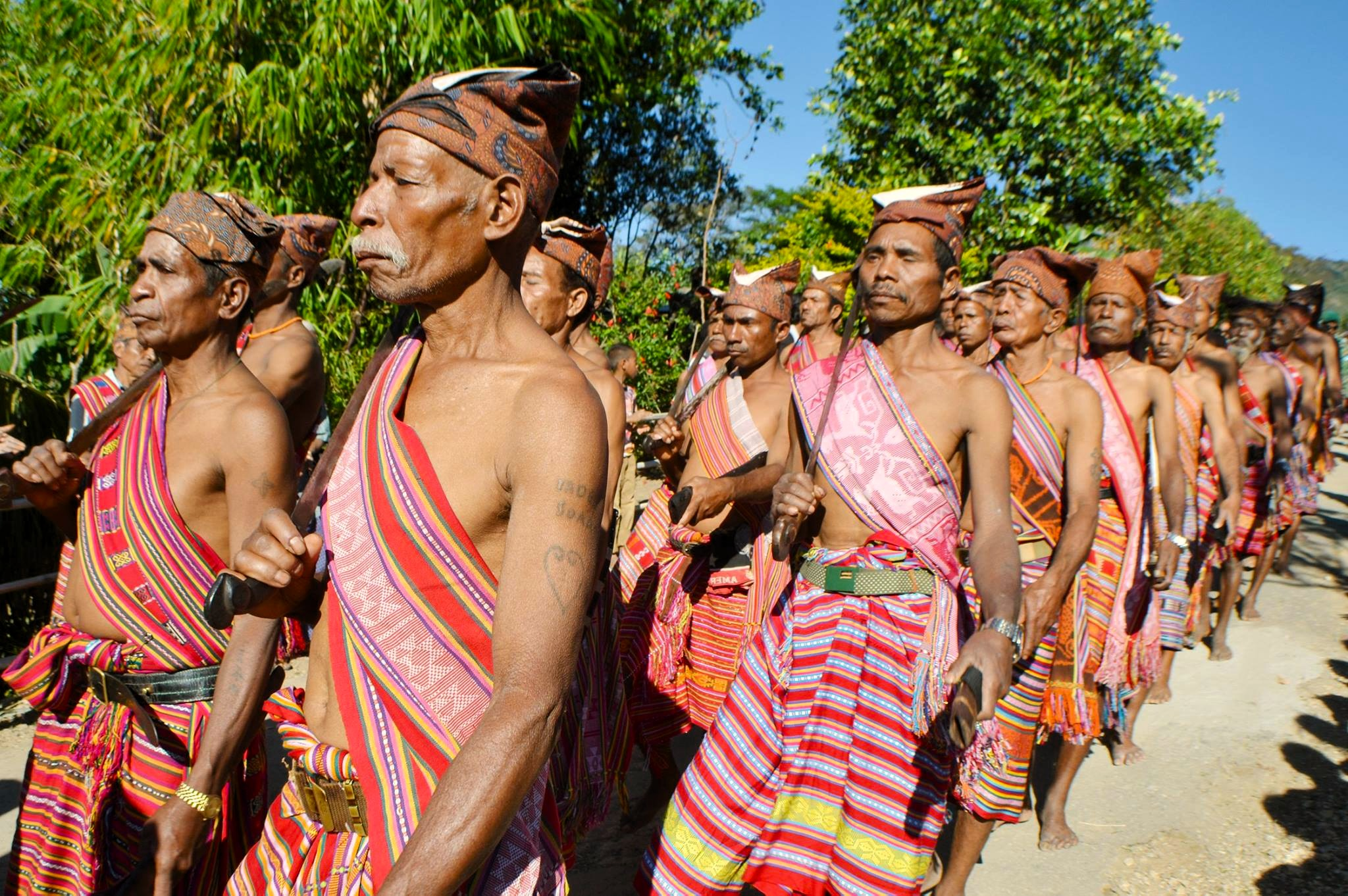
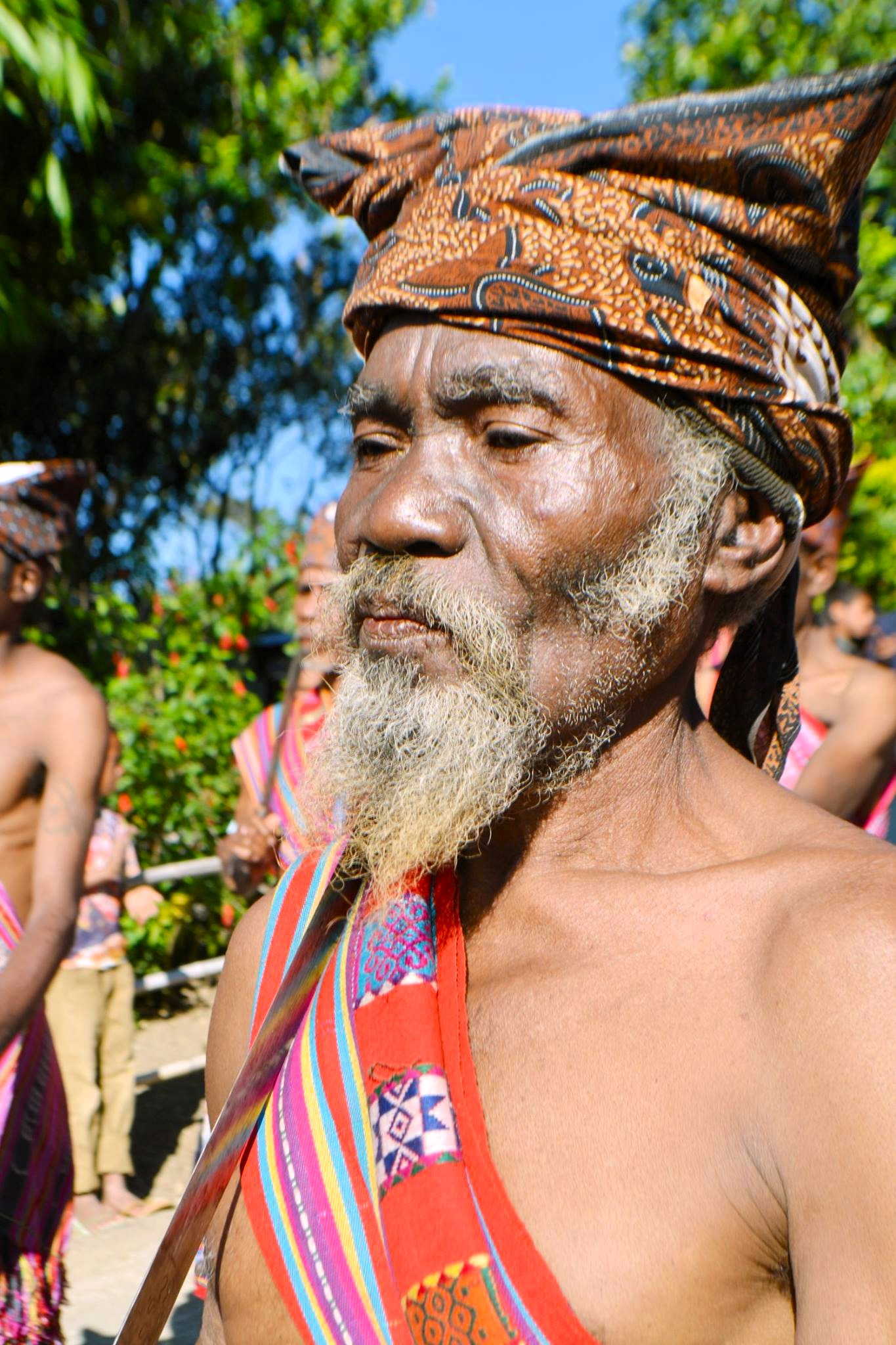
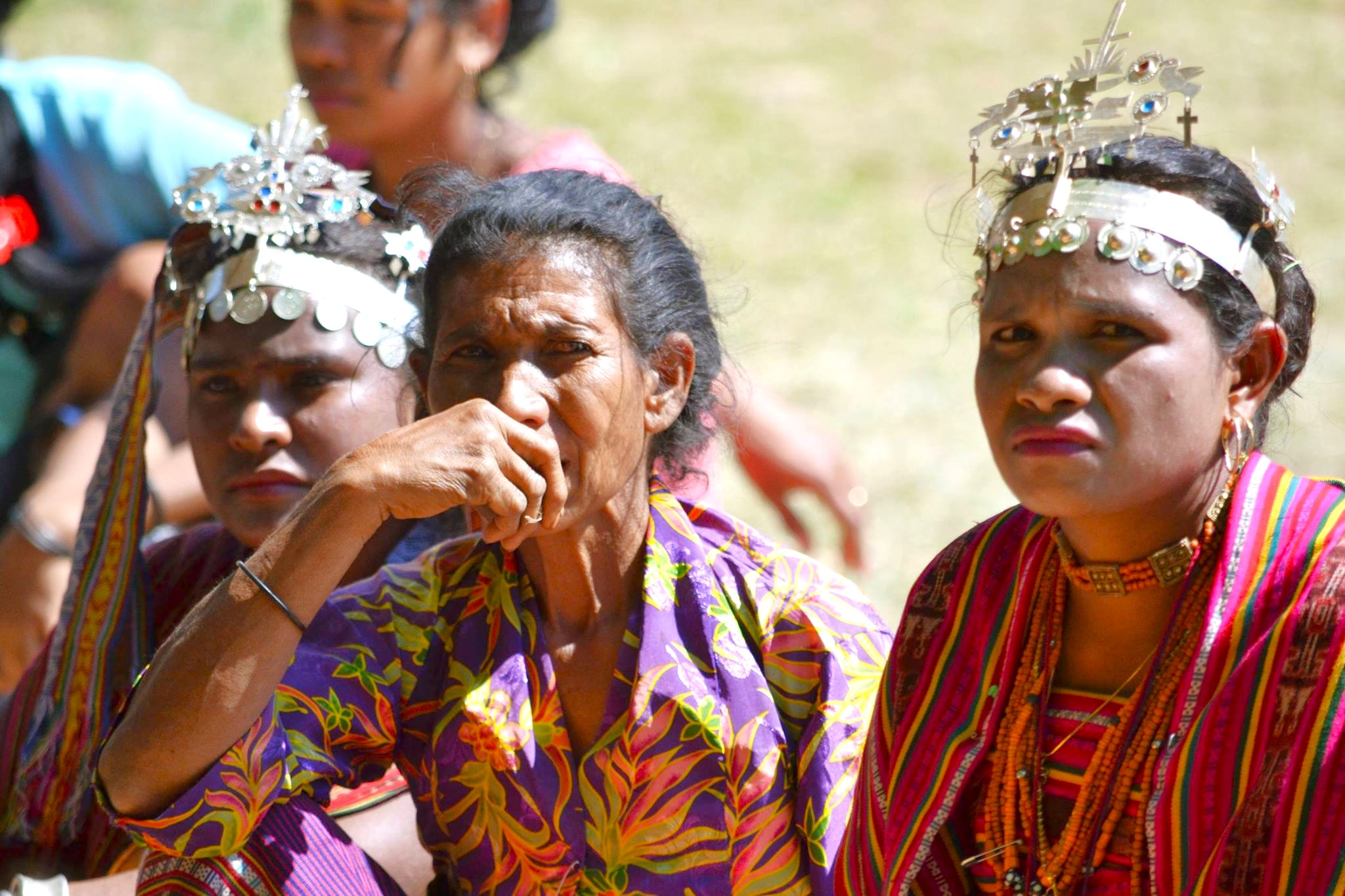

## Geschichte

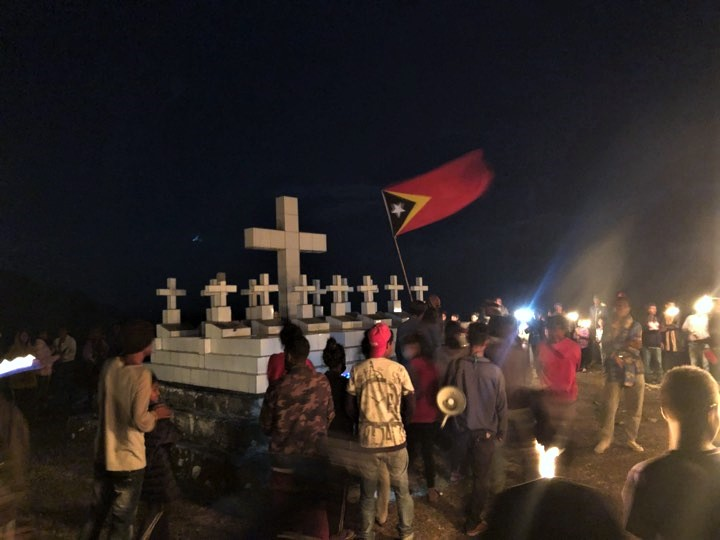
Gedenken an die Opfer des Massakers von 1999 (2011)

Das Gebiet von Lactos gehörte zur Exklave von Maucatar, die im Vertrag von Lissabon (1859) den Niederlanden untergeordnet wurde. Maucatar war nur über einen schmalen Streifen im Norden mit dem restlichen, niederländischen Territorium verbunden. Ringsherum lagen timoresische Reiche, die Portugal zugeordnet waren. Zwar gab es bereits 1904 eine Vereinbarung zwischen den Kolonialmächten, das Maucatar an die Portugiesen abgetreten werden sollte, doch erst 1916 ging es in portugiesischen Besitz über.
Nach dem Unabhängigkeitsreferendum in Osttimor 1999 kam es in Lactos zu einem Massaker. Nach Bekanntgabe des Ergebnisses, dass sich für eine Unabhängigkeit von Indonesien aussprach, fürchteten die Einwohner Lactos Repressalien und flohen in die Hügel. Der örtliche Führer der pro-indonesischen Miliz Laksaur hatte vom indonesischen Militär den Auftrag erhalten, die Bevölkerung nach Westtimor zu deportieren. Am 12. September fand eine Gruppe von indonesischen Soldaten und Milizionäre die Flüchtlinge und forderte sie auf, nach Westtimor zu gehen. Die Dorfbewohner, die teilweise mit Macheten bewaffnet waren, weigerten sich. Als sie in Richtung der Indonesier vorrückten, eröffneten Soldaten und Milizionäre das Feuer und töteten 13 Zivilisten. Ein weiterer Mann wurde erstochen. Die Opfer waren: Antonio Amaral Bau, Alberto Fereira, Ernesto Carvalho Letto, Anito Coli, Anito Mali, Anito Bau, Daniel Monis Aci, Domingos Amaral, Eurico Bau, Daniel Taek, Abel Soares Gomes, José do Rego und Geraldo Amaral sowie der erstochene Boaventura de Araújo.

## Politik

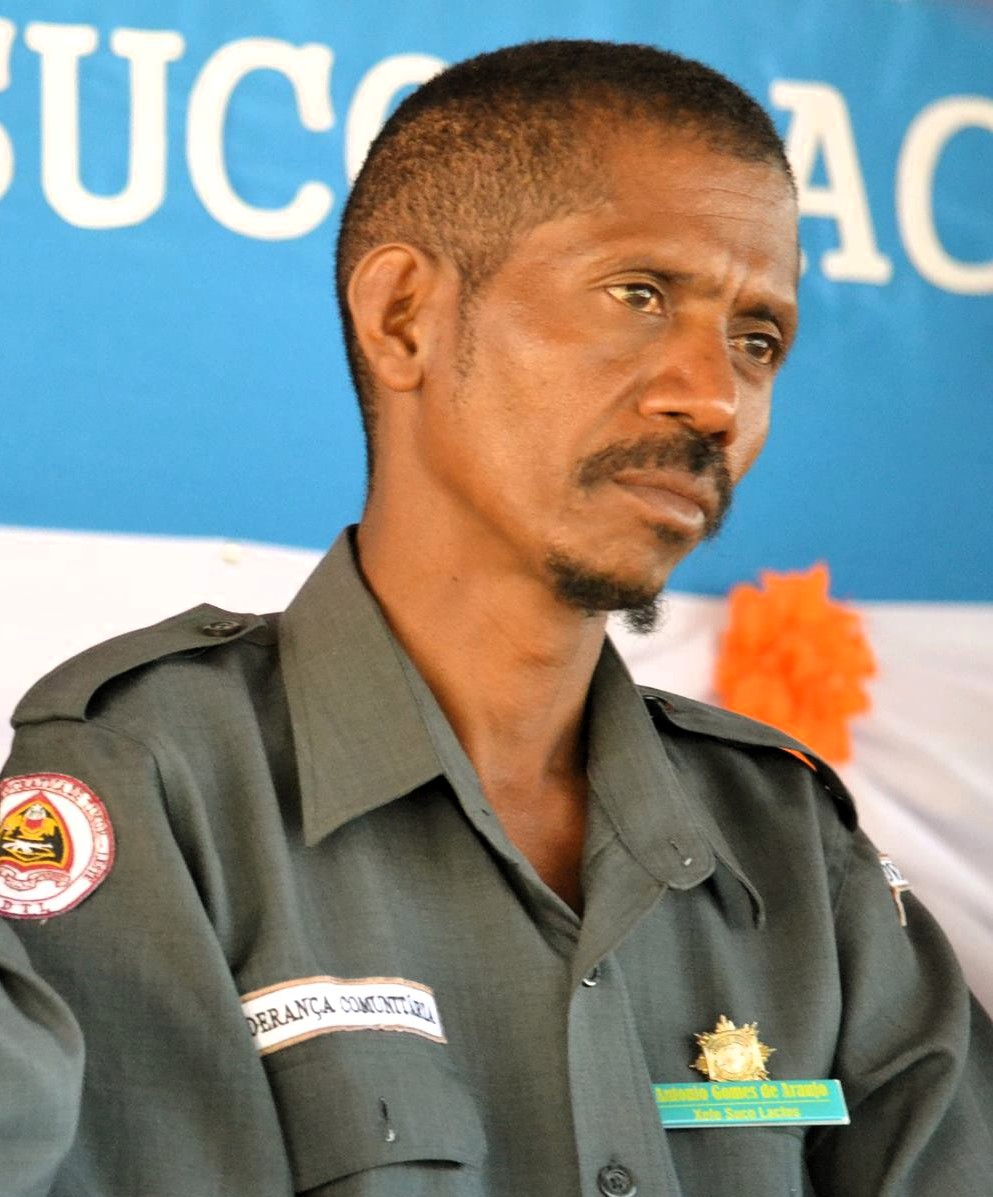
António Gomes de Araújo (2016)

Bei den Wahlen von 2004/2005 wurde António Gomes zum Chefe de Suco gewählt. Bei den Wahlen 2009 gewann António Gomes de Araújo und 2016 António Afonso.

## Persönlichkeiten
- Saul Salvador H. J. Amaral (* 1986), Politiker und freier Journalist